# Liste der Schiedsrichtereinsätze bei der Fußball-Weltmeisterschaft 1974
Die Liste der Schiedsrichtereinsätze bei der Fußball-Weltmeisterschaft 1974 führt alle Schiedsrichter, die bei der Fußball-Weltmeisterschaft 1974 in Deutschland vom 13. Juni bis zum 7. Juli 1974 eingesetzt wurden.

## Legende

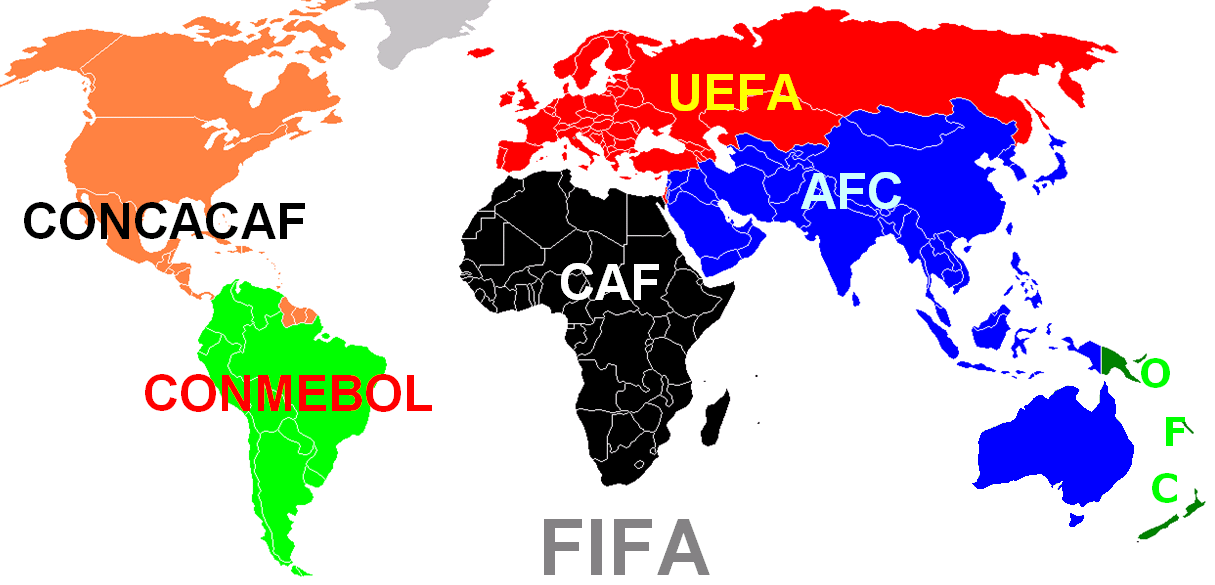
Die Kontinentalverbände der FIFA.

- Kontinentalverband → Kontinentalverband, von dem der Schiedsrichter gestellt wurde
  - AFC = Asian Football Confederation
  - CAF = Confédération Africaine de Football
  - CONCACAF = Confederation of North and Central American and Caribbean Association Football
  - CONMEBOL = Confederación Sudamericana de Fútbol
  - OFC = Oceania Football Confederation
  - UEFA = Union of European Football Associations

## Schiedsrichter
| Verband  | Schiedsrichter        | Land           | Spiele |   |   | Spiele als Linienrichter | Anmerkungen                       |
| -------- | --------------------- | -------------- | ------ | - | - | ------------------------ | --------------------------------- |
| AFC      | Jafar Namdar          | Iran           | 1      | 1 | 1 | 2                        |                                   |
| AFC      | Govindasamy Suppiah   | Singapur       | 1      | 0 | 0 | 2                        |                                   |
| CAF      | Mahmoud Mustafa Kamel | Ägypten        | 1      | 1 | 0 | 2                        |                                   |
| CAF      | Youssou N’Diaye       | Senegal        | 1      | 3 | 0 | 3                        |                                   |
| CONCACAF | Alfonso González      | Mexiko         | 1      | 5 | 0 | 4                        | Linienrichter im Finale           |
| CONCACAF | Werner Winsemann      | Kanada         | 1      | 5 | 0 | 3                        |                                   |
| CONMEBOL | Ramón Barreto         | Uruguay        | 2      | 5 | 0 | 3                        | Linienrichter im Finale           |
| CONMEBOL | Omar Delgado          | Kolumbien      | 1      | 1 | 1 | 2                        |                                   |
| CONMEBOL | Vicente Llobregat     | Venezuela      | 1      | 1 | 0 | 3                        |                                   |
| CONMEBOL | Armando Marques       | Brasilien      | 1      | 4 | 0 | 3                        |                                   |
| CONMEBOL | Edison Pérez Núñez    | Peru           | 1      | 0 | 0 | 2                        |                                   |
| CONMEBOL | Luis Pestarino        | Argentinien    | 1      | 2 | 0 | 2                        | Linienrichter im Eröffnungsspiel  |
| OFC      | Tony Boskovic         | Australien     | 1      | 4 | 0 | 2                        |                                   |
| UEFA     | Aurelio Angonese      | Italien        | 2      | 5 | 0 | 2                        |                                   |
| UEFA     | Doğan Babacan         | Türkei         | 1      | 3 | 1 | 2                        |                                   |
| UEFA     | Bobby Davidson        | Schottland     | 1      | 3 | 0 | 3                        |                                   |
| UEFA     | Rudi Glöckner         | DDR            | 1      | 0 | 0 | 2                        |                                   |
| UEFA     | Pawel Kasakow         | Sowjetunion    | 2      | 3 | 0 | 2                        |                                   |
| UEFA     | Erich Linemayr        | Österreich     | 2      | 1 | 0 | 2                        |                                   |
| UEFA     | Vital Loraux          | Belgien        | 1      | 1 | 0 | 2                        | Linienrichter im Eröffnungsspiel  |
| UEFA     | Károly Palotai        | Ungarn         | 1      | 1 | 0 | 2                        |                                   |
| UEFA     | Nicolae Rainea        | Rumänien       | 1      | 2 | 0 | 3                        |                                   |
| UEFA     | Pablo Sánchez Ibáñez  | Spanien        | 1      | 3 | 0 | 2                        |                                   |
| UEFA     | Rudolf Scheurer       | Schweiz        | 2      | 2 | 0 | 1                        | Schiedsrichter im Eröffnungsspiel |
| UEFA     | Gerhard Schulenburg   | BR Deutschland | 1      | 2 | 0 | 1                        |                                   |
| UEFA     | Jack Taylor           | England        | 3      | 8 | 0 | 2                        | Schiedsrichter im Finale          |
| UEFA     | Clive Thomas          | Wales          | 2      | 7 | 0 | 2                        |                                   |
| UEFA     | Kurt Tschenscher      | BR Deutschland | 1      | 4 | 1 | 3                        |                                   |
| UEFA     | Arie Van Gemert       | Niederlande    | 1      | 3 | 0 | 2                        |                                   |
| UEFA     | Hans-Joachim Weyland  | BR Deutschland | 1      | 3 | 0 | 2                        |                                   |

## Linienrichter
| Verband | Linienrichter       | Land           | Spiele | Anmerkungen |
| ------- | ------------------- | -------------- | ------ | ----------- |
| CAF     | Abdel Mohamed Halim | Sudan          | 1      |             |
| UEFA    | Heinz Aldinger      | BR Deutschland | 2      |             |
| UEFA    | Ferdinand Biwersi   | BR Deutschland | 2      |             |
| UEFA    | Walter Eschweiler   | BR Deutschland | 2      |             |
| UEFA    | Klaus Ohmsen        | BR Deutschland | 2      |             |

- Da fast alle hauptverantwortlichen Schiedsrichter ebenfalls als Linienrichter eingesetzt wurden, befinden sich in dieser Tabelle ausschließlich die zusätzlich eingesetzten Linienrichter

## Liste der Einsätze nach Spielen
Legende
| - Partie → gibt die beiden Mannschaften an, die das Spiel bestritten und den Endstand des Spieles nach der regulären Spielzeit, ggf. nach der Verlängerung und im Elfmeterschießen - Schiedsrichter → Vor- und Zuname des Schiedsrichters, der das Spiel leitete - Linienrichter - LR1 → Linienrichter 1, Vor- und Zuname des Linienrichter 1 - LR2 → Linienrichter 2, Vor- und Zuname des Linienrichter 2 - → ausgesprochene Verwarnungen mittels gelber Karte - → ausgesprochene Feldverweise mittels roter Karte - Elfm. → in der regulären Spielzeit oder in der Verlängerung verhängte Strafstöße |

| Spiel            | Spiel        | Schiedsrichter        | Linienrichter        | Linienrichter         | Karten       | Karten       | Elfm.        |              |
| #                | Partie       | Schiedsrichter        | LR1                  | LR2                   | Gelbe Karte  | Rote Karte   | Elfm.        |              |
| Gruppenphase     | Gruppenphase | Gruppenphase          | Gruppenphase         | Gruppenphase          | Gruppenphase | Gruppenphase | Gruppenphase | Gruppenphase |
| ---------------- | ------------ | --------------------- | -------------------- | --------------------- | ------------ | ------------ | ------------ | ------------ |
| 1                | 0:0          | Rudolf Scheurer       | Vital Loraux         | Luis Pestarino        | 2            | 0            | 0            |              |
| 2                | 1:0          | Doğan Babacan         | Jack Taylor          | Werner Winsemann      | 3            | 1            | 0            |              |
| 3                | 2:0          | Youssou N’Diaye       | Pablo Sánchez Ibáñez | Omar Delgado          | 3            | 0            | 0            |              |
| 4                | 0:2          | Gerhard Schulenburg   | Hans-Joachim Weyland | Tony Boskovic         | 2            | 0            | 0            |              |
| 5                | 0:2          | Károly Palotai        | Pawel Kasakow        | Nicolae Rainea        | 3            | 1            | 0            |              |
| 6                | 0:0          | Edison Pérez Núñez    | Govindasamy Suppiah  | Alfonso González      | 0            | 0            | 0            |              |
| 7                | 3:2          | Clive Thomas          | Bobby Davidson       | Heinz Aldinger        | 2            | 0            | 0            |              |
| 8                | 3:1          | Vicente Llobregat     | Abdel Mohamed Halim  | Armando Marques       | 1            | 0            | 0            |              |
| 9                | 0:3          | Mahmoud Mustafa Kamel | Edison Pérez Núñez   | Alfonso González      | 1            | 0            | 0            |              |
| 10               | 1:1          | Aurelio Angonese      | Rudolf Scheurer      | Bobby Davidson        | 3            | 0            | 0            |              |
| 11               | 0:0          | Arie Van Gemert       | Károly Palotai       | Erich Linemayr        | 3            | 0            | 0            |              |
| 12               | 9:0          | Omar Delgado          | Vicente Llobregat    | Ramón Barreto         | 1            | 1            | 0            |              |
| 13               | 1:1          | Jack Taylor           | Doğan Babacan        | Klaus Ohmsen          | 2            | 0            | 0            |              |
| 14               | 0:0          | Werner Winsemann      | Clive Thomas         | Kurt Tschenscher      | 5            | 0            | 0            |              |
| 15               | 0:7          | Govindasamy Suppiah   | Ferdinand Biwersi    | Walter Eschweiler     | 1            | 0            | 0            |              |
| 16               | 1:1          | Pawel Kasakow         | Nicolae Rainea       | Rudi Glöckner         | 2            | 0            | 0            |              |
| 17               | 0:0          | Jafar Namdar          | Arie Van Gemert      | Vital Loraux          | 1            | 1            | 0            |              |
| 18               | 1:1          | Alfonso González      | Kurt Tschenscher     | Rudi Glöckner         | 5            | 0            | 0            |              |
| 19               | 0:3          | Nicolae Rainea        | Aurelio Angonese     | Klaus Ohmsen          | 2            | 0            | 0            |              |
| 20               | 1:0          | Ramón Barreto         | Armando Marques      | Luis Pestarino        | 3            | 0            | 0            |              |
| 21               | 3:0          | Erich Linemayr        | Vicente Llobregat    | Heinz Aldinger        | 1            | 0            | 0            |              |
| 22               | 1:4          | Tony Boskovic         | Ferdinand Biwersi    | Walter Eschweiler     | 4            | 0            | 2            |              |
| 23               | 4:1          | Pablo Sánchez Ibáñez  | Youssou N’Diaye      | Mahmoud Mustafa Kamel | 3            | 0            | 0            |              |
| 24               | 2:1          | Hans-Joachim Weyland  | Gerhard Schulenburg  | Werner Winsemann      | 3            | 0            | 0            |              |
| Zwischenrunde    |              |                       |                      |                       |              |              |              |              |
| 25               | 0:2          | Armando Marques       | Edison Pérez Núñez   | Aurelio Angonese      | 4            | 0            | 0            |              |
| 26               | 4:0          | Bobby Davidson        | Pawel Kasakow        | Kurt Tschenscher      | 3            | 0            | 0            |              |
| 27               | 1:0          | Clive Thomas          | Doğan Babacan        | Tony Boskovic         | 5            | 0            | 0            |              |
| 28               | 0:1          | Ramón Barreto         | Alfonso González     | Luis Pestarino        | 2            | 0            | 0            |              |
| 29               | 0:2          | Rudolf Scheurer       | Omar Delgado         | Erich Linemayr        | 0            | 0            | 0            |              |
| 30               | 1:2          | Vital Loraux          | Youssou N’Diaye      | Jack Taylor           | 1            | 0            | 0            |              |
| 31               | 2:1          | Rudi Glöckner         | Werner Winsemann     | Armando Marques       | 0            | 0            | 1            |              |
| 32               | 4:2          | Pawel Kasakow         | Nicolae Rainea       | Pablo Sánchez Ibáñez  | 1            | 0            | 1            |              |
| 33               | 0:1          | Erich Linemayr        | Rudolf Scheurer      | Károly Palotai        | 0            | 0            | 0            |              |
| 34               | 2:0          | Kurt Tschenscher      | Govindasamy Suppiah  | Bobby Davidson        | 4            | 1            | 0            |              |
| 35               | 1:1          | Juan Silvagno Cavanna | Clive Thomas         | Mahmoud Mustafa Kamel | 2            | 0            | 0            |              |
| 36               | 2:1          | Luis Pestarino        | Vicente Llobregat    | Ramón Barreto         | 2            | 0            | 0            |              |
| Spiel um Platz 3 |              |                       |                      |                       |              |              |              |              |
| 37               | 0:1          | Aurelio Angonese      | Youssou N’Diaye      | Jafar Namdar          | 2            | 0            | 0            |              |
| Finale           |              |                       |                      |                       |              |              |              |              |
| 38               | 1:2          | Jack Taylor           | Ramón Barreto        | Alfonso González      | 4            | 0            | 2            |              |